# Burg Mengeringhausen
Die Burg Mengeringhausen ist eine ehemalige Wasserburg südwestlich der Altstadt von Mengeringhausen (Landstraße 72), einem Stadtteil der Stadt Bad Arolsen im Landkreis Waldeck-Frankenberg in Hessen.

## Geschichte

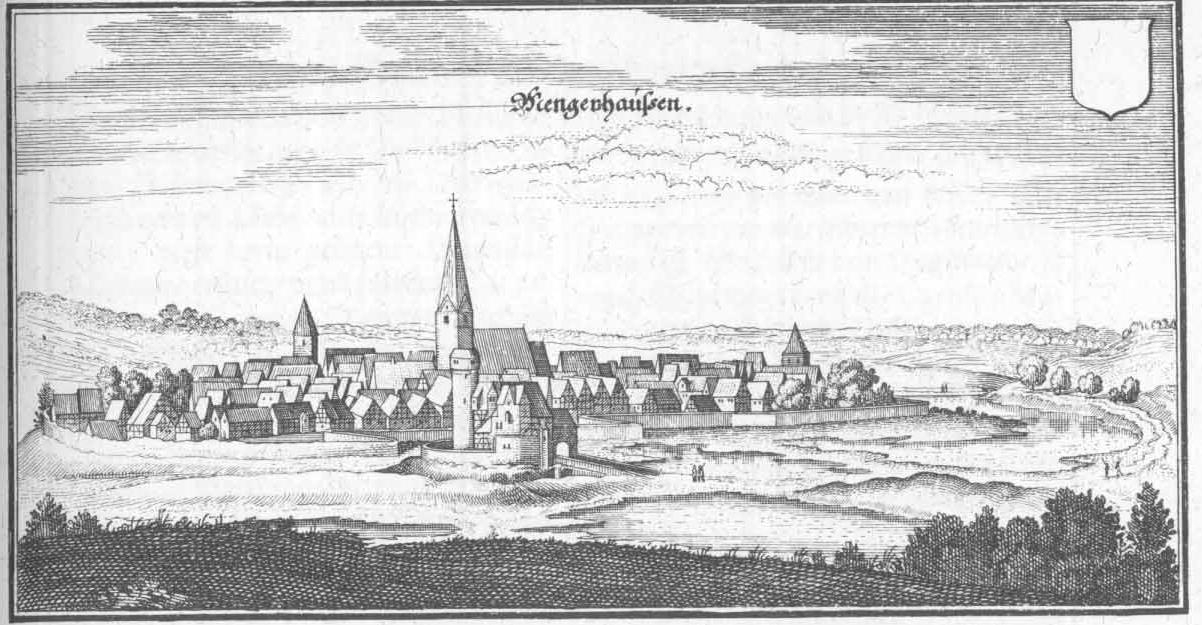
Die Burg als Wasserburg in der Bildmitte (Merian Schnitt)

Die Mengeringhausener Wasserburg wurde im 13. Jahrhundert von den Grafen von Waldeck gegründet und 1382 erstmals mit Graf Heinrich VI. von Waldeck und seiner Gemahlin Elisabeth, Tochter des Grafen von Ravensburg und Berg, als Bewohnern erwähnt. Von 1696 bis 1728 war die Burg Sitz der waldeckischen Landkanzlei, deren Behörden danach in die neu entstandene Residenz Arolsen zogen.
In des späteren Jahren erlebte die Burg viele Besitzerwechsel. Das Burglehen Mengeringhausen war im Fürstentum Waldeck ein landtagsfähiges Rittergut. Besitzer und damit Landstand waren unter anderem Johann Jacob Leonhardt (1645–1691), Johann Jacob Leonhardi (1755–1830), Eduard Leonhardi (1797–1831) und Eduard Cuntze (1814–1874). Die Landwirtschaft wurde von der Burg getrennt. Zweimal, 1929 und 1960, erlitt die Burg schwere Schäden durch Brände. Sie wurde unter Mitwirkung der Denkmalpflege wieder aufgebaut.
Zuletzt wurde die einstige Burg bis Mitte 2018 als Hotel und Restaurant genutzt. Sie wurde 2019 verkauft.

## Beschreibung
Das Gebäude ist dreigeschossig mit unregelmäßigem Grundriss und einem dicken Rundturm an der nördlichen Schmalseite. Die aus Stein gemauerten beiden unteren Geschosse tragen das obere Fachwerkgeschoss, das nach dem Brand 1929 einheitlich mit dem Mauerwerk der unteren Geschosse verputzt wurde. Das Schieferdach und der achteckige, verbretterte und ebenfalls schiefergedeckte Aufsatz des Turmes wirken modern. Links über der Tür findet sich ein umgestürzt eingemauerter Wappenstein.